# Abdoulaye Yerodia Ndombasi
Pour les articles homonymes, voir Ndombasi.
Abdoulaye Yerodia Ndombasi ou souvent Abdoulaye Yerodia (né le 5 janvier 1933 et mort le 19 février 2019 à Kinshasa), est un des quatre vice-présidents du gouvernement de transition de la république démocratique du Congo.
Il est désigné par le gouvernement de Kinshasa (mouvance Parti du peuple pour la reconstruction et la démocratie, PPRD) au terme de l'accord global et inclusif de Pretoria, tandis que les trois autres représentent les différentes sensibilités de l'opposition armée (RCD, MLC) ou démocratique.

## Biographie
Abdoulaye Yerodia Ndombasi est un compagnon de Che Guevara et ami de Chou En-laï, Parisien pendant 20 ans (notamment à la résidence universitaire Jean Zay d'Antony), et l’un des plus proches soutiens de Laurent Désiré Kabila (dont il est ministre des Affaires étrangères) depuis la lutte pour l’indépendance à l’époque de Patrice Lumumba, au tout début des années 1960, durant la révolution de 1964-1965 avec le Che, jusqu’à l’arrivée au pouvoir à Kinshasa en 1997 après avoir défait Mobutu.
En 1998, Yerodia Ndombasi a tenu des discours très virulents, appelant les Congolais à “l'auto-défense”, les encourageant à exterminer les populations congolaises et étrangères désignées comme agresseurs ou soutiens "infiltrés" des agresseurs – les rwandophones et les Tutsis (rwandais et congolais). Ce véritable appel à l'extermination sera entendu lorsque plusieurs centaines de Tutsis sont massacrés dans le pays, dont plus de 500 à Kinshasa. Ces déclarations de celui qui était alors ministre des Affaires étrangères de la république démocratique du Congo provoquent également des internements abusifs, des exécutions sommaires, des arrestations arbitraires et des procès inéquitables des membres de ce groupe ethnique.
À Kisangani également, en 1998, des milices composées de civils ont tué de nombreuses personnes désignées comme Tutsi - des Congolais rwandophones, des Rwandais et d'autres - accusées de soutenir les rebelles. La même ville a d'ailleurs connu à nouveau de grands massacres en mai 2002.
On peut entendre une partie de son discours et des propos qu'il tient à propos des Tutsi dans une vidéo filmée en 1998 : « Des microbes qu'il faut qu'on éradique avec méthode ». Les discours de Yerodia Ndombasi sont ouvertement racistes. Il déclare ainsi que « les Tutsi risquent de connaître la triste expérience des juifs : ils sont perfides, brutes, rancuniers et sanguinaires ».
Abdoulaye Yerodia a été accusé de crimes contre l'humanité, atteinte à la vie, atteinte à la liberté, autres persécutions et apartheid en Belgique. Un mandat d'arrêt international est émis le 11 avril 2000 par un juge d’instruction belge à son encontre. Cependant un ordre d’annulation du mandat d’arrêt est émis le 14 février 2002 en raison d’une décision de la Cour internationale de justice qui estimait qu’en tant que ministre des Affaires étrangères en exercice, il ne pouvait être poursuivi par les tribunaux d'un pays tiers, bénéficiant d'une immunité totale selon le droit international coutumier.
Abdoulaye Yerodia continue à tenir des discours ethnistes et racistes en mai 2006 au cours de la campagne présidentielle, pendant un rassemblement de soutien à Joseph Kabila dans la ville de Goma, à l’Est du pays. Il menace alors les Tutsi de Goma de la manière suivante : « Si vous ne retournez pas chez vous, on vous mettra des bâtons dans le derrière pour s’assurer que vous partiez. » Le code de la nationalité congolaise du 5 janvier 1972, modifié par la Loi no 81 – 002 du 29 juin 1981 sur la nationalité, rappelle que les Tutsi de la république démocratique du Congo (Banyamulengue) et les Congolais rwandophones de toute ethnie (Banyarwanda) sont de plein droit de nationalité congolaise.